# Oksana Lutsíshina
Oksana Petrivna Lutsíshina (en ucraniano: Оксана Петрівна Луцишина; Úzhgorod, 10 de octubre de 1974) es una escritora, poeta y profesora ucraniana, ganadora del Premio Nacional Tarás Shevchenko y miembro de PEN Ucrania. Escribe principalmente poesía y ficción en ucraniano, y trabaja adicionalmente en blogs para el sitio web feminista Povaha.

## Biografía
Nacida el 10 de octubre de 1974 en la ciudad ucraniana de Úzhgorod, Lutsíshina proviene de una familia de filólogos. Sus primeros años los pasó en la ciudad de Sámbir, en el óblast de Leópolis, donde vivía la familia de su padre.
Lutsíshina se licenció en 1995 en la facultad de Filología Romano-Germánica de la Universidad Nacional de Úzhgorod. Lutsíshina recibió formación en la Universidad de Kansas (Estados Unidos) de 1993 a 1994. Después de graduarse, trabajó como profesora asistente en el departamento de Lenguas Extranjeras del Instituto Estatal de Economía, Informática y Derecho de Úzhhorod (1998-2001) y como asistente en el departamento de Inglés de la Universidad Nacional de Úzhgorod (1995-1998). También fue candidata a título en el departamento de Estudios de Traducción y Lingüística Contrastiva de la Universidad de Leópolis de 1999 a 2001.
Como parte del programa de intercambio de profesores, regresó a Estados Unidos en 2001 y trabajó en la Universidad del Sur de Florida. Lutsíshina se matriculó en el programa de posgrado en lingüística aplicada cuando finalizó el programa y, después de tres semestres, pasó a la literatura francesa. Al mismo tiempo, realizó un máster en estudios de la mujer, donde se centró en la teoría crítica, la racialización y el género. Su trabajo de fin de máster, que consistía en una comparación de los libros de Oksana Zabuzhko y Assia Djebar escritos en francés y en argelino, fue defendida con éxito. Se casó dos veces y de su primer matrimonio tuvo una hija llamada Lydia. Dan Belgrado, profesor e instructor estadounidense, es su marido del segundo matrimonio.
Lutsíshina recibió formación en la Universidad Jaguelónica de Cracovia en 2012-2013. En la Universidad de Georgia en 2014, presentó la defensa de su tesis doctoral sobre La gran temporada fantasmagórica: la prosa de Bruno Schulz a la luz de las teorías de Walter Benjamin. Vive y trabaja en Estados Unidos desde 2001. Actualmente enseña lengua y literatura ucranianas (incluidas traducciones y literatura de Europa del Este), así como un curso sobre cine de la era soviética en la Universidad de Texas en Austin.
Después de haber estudiado e impartido cursos sobre diversas tradiciones nacionales (ucraniana, rusa, polaca y francesa), teoría crítica y ciencias sociales, Lutsíshina tiene una amplia experiencia en literatura. También completó estudios de posgrado en métodos de enseñanza de idiomas, pero decidió centrarse en la literatura en lugar de completar su doctorado. Imparte clases temáticas sobre la escritura de mujeres, la literatura de la zona y los cambios que han ocurrido en las culturas postsoviéticas.

## Obras
Sus áreas de interés son el modernismo ucraniano y la lingüística aplicada, los métodos de enseñanza de idiomas, la teoría queer, la teoría feminista, la teoría poscolonial, Walter Benjamin, Roland Barthes y Bruno Schulz. Una de sus inclinaciones son los deportes, especialmente el boxeo tailandés. También estuvo interesada en el kárate y el kung fu indonesios durante un tiempo.
Las obras originales de Lutsíshina se publicaron en Ucrania y constan de dos novelas, una colección de cuentos y tres colecciones de poesía. Uno de sus libros ha sido nominado al premio de la BBC de Ucrania en la larga lista. Ha escrito y publicado las siguientes poesías y novelas:
- Sin sonrojarse (2007).
- El sol rara vez se pone  (2007).
- Estoy escuchando la canción de América (2010).
- Vida de amor (2015).[14]
- Poemas de Felicidad (2018).
- Iván y Febe (2019).[15]
- Blues de Perséfone (2019).[16]
- Fulbright Award (2012).[17]

Lutsíshina ve el feminismo como un aspecto integral de su filosofía personal. Ella percibe la esencia del feminismo como el acto de exponer la ideología patriarcal, que cree que deshumaniza a los individuos, particularmente a las mujeres, al tiempo que se afirma como la norma. En respuesta a la pregunta común sobre la naturaleza del feminismo, lo describe como una afirmación radical de que las mujeres poseen el mismo estatus que los hombres.
Los honores literarios más destacados en Ucrania fueron otorgados al libro más reciente de Lutsíshina, Iván y Febe (2019), en  y, respectivamente: el Premio Nacional de Ficción Tarás Shevchenko (2020) y el Premio UNESCO de la Ciudad de la Literatura de Leópolis (2021). Deep Vellum Publishing publicó la traducción de Nina Murray al inglés del libro en 2023. La traducción al inglés de su libro de poesía Blues de Perséfone fue publicada por Arrowsmith en 2019. HURI Books pronto publicará la traducción al inglés del segundo libro de la autora, Vida de Amor. Junto con Olena Jennings, también realiza traducciones al inglés de escritores ucranianos. Sus poemas originales y sus traducciones se incluyen en la colección Words for War, una antología de poesía ucraniana en inglés que responde al conflicto continuo en la región de Dombás, en el este de Ucrania.

## Premios y reconocimientos
Lutsíshina ha recibido premios y reconocimientos como:
- Premio de poesía Hranoslov (1996).
- Premio Blahovista de Poesía (1998).
- Premio del fondo Kovalevi (2011).
- Premio Nacional Tarás Shevchenko (2020).[15]
- Premio UNESCO de la Ciudad de la Literatura de Leópolis  (2021).[15]